# Аиша ел Мана
Аиша ел Мана (арапски: عايشة المانع) саудијска је активисткиња и феминисткиња која је учествовала у демонстрацијама против забране вожње женама у Саудијској Арабији и у кампањи против мушког старатељства. Такође ради као директорка Опште болнице ел Мана и Медицинског колеџа Мухамед ел Мана, а такође је чланица одбора Ибрахим М. Алмана и браће.

## Биографија
Аиша ел Мана је рођена 1948. године у саудијском граду Хобар. Након проучавања Курана у Ал-Кутабу у Саудијској Арабији, преселила се у Египат, где је завршила школу. Затим је студирала социологију на Америчком универзитету у Бејруту, а дипломирала је социологију на Универзитету Орегон 1971. године, а затим магистрирала социологију на Државном универзитету у Аризони. Докторирала је на Универзитету у Колораду 1982. године, поставши једна од првих жена у Саудијској Арабији која је то учинила, поред Сораје ел Турки, Сораје Убеид, Фатин Шакир и Самире Ислам. Њена дисертација је била Економски развој и његов утицај на положај жена у Саудијској Арабији.
Године 1985. Аиша ел Мана је основала компанију ел Халиџија, прву компанију у Саудијској Арабији коју у потпуности воде жене. Мисија компаније је била да понуди компјутерску обуку и техничко образовање женама и да успостави истраживачки центар са фокусом на истраживање о запосленим женама.
Ел Мана је постала прва директорка болнице у Саудијској Арабији 1990. године, када је постала директорка службе подршке у Алмана групи болница у источној провинцији Саудијске Арабије.

## Борба против забране вожње
Ел Мана је учествовала у три различите кампање протеста против забране вожње. Прва је била 1990. године, током Заливског рата, и документована је у књизи Шести новембар. Ел Мана је такође учествовала у наредним кампањама 2011. и 2013. године као део покрета Жене за вожњу.
Аиша ел Мана је била једна од четрдесет шест жена које су организовале демонстрације у Ријаду 6. новембра 1990. у знак протеста због забране Краљевине да жене возе. Пре демонстрација, жене су послале петицију тадашњем принцу Салману бин Абдулазизу, гувернеру Ријада у то време, тражећи да он и краљ Фахад укину забрану. Возили су своје аутомобиле у колони све док их полиција није зауставила и привела. Ел Мана и неколико других учесница описале су своја искуства у књизи из 2011. године, Шести новембар. Демонстрације је такође фикционализовао Саад ел Досари у свом роману, Ријад-новембар 90. Већина учесника добила је забрану путовања, а они који су имали државне послове изгубили су положај.
Годинама касније, ел Мана је такође учествовала у две друге кампање вожње. Прва, инспирисана арапским пролећем, одржана је 2011. године, док је друга организована у октобру 2013. године.

## Активизам за родну равноправност и образовни рад
Аиша ел Мана је 2011. године одржала радионице о систему мушког старатељства у градовима Ријаду, Џеди и Хобару као део кампање против мушког старатељства.
Године 2013. учествовала је на симпозијуму под називом Жене, привредно наслеђе и породично право током којег су учесници позвали на „независно правно тело“ за заштиту женског наслеђа. На Саудијске жене често врше притисак чланови породице, рођаци, познаници и други чланови друштва да се одрекну средстава на која имају право да наследе, како би се наследство поделило међу најближим мушким рођацима. Ел Мана каже да је „ускраћивање наследства женама један од главних разлога породичних свађа.“
Ел Мана је основала фондације за подршку образовању саудијских жена. Глобални здравствени програм Аиша Алмана је програм стипендирања на Универзитету Орегон, где је она стекла диплому. Програм ће „обезбеђивати стипендије за саудијске жене да студирају глобално здравље на Универзитету, финансираће грантове за истраживања у оквиру факултета, помоћи у имплементацији годишњег низа говорника и радионица и подржати стажирање за студенте овог универзитета у Саудијској краљевини — првој у потпуности финансираној међународној универзитетској пракси у глобалном здрављу.“ Задужбина Аиша Ал Мана за медицинске сестре и здравствене науке подржава образовање жена које студирају медицину и здравствене и медицинске науке. Приоритет се даје саудијским женама, али ако нема квалификованих саудијских кандидаткиња, онда се узимају у обзир жене из других арапских земаља.

## Хапшење
У мају 2018. је наводно ухапшена, заједно са другим саудијским активисткињама, Луђаин ел Хатлул, Иман ел Нафџан, Азизом ел Јусуф и Мадихом ел Аџруш, и још двојицом активиста за женска права, али су Аиша ел Мана и Мадиха ел Аџруш пуштене након неколико дана.